# Leioproctus xanthosus
Leioproctus xanthosus är en biart som beskrevs av Maynard 1993. Leioproctus xanthosus ingår i släktet Leioproctus och familjen korttungebin. Inga underarter finns listade i Catalogue of Life.

## Bildgalleri

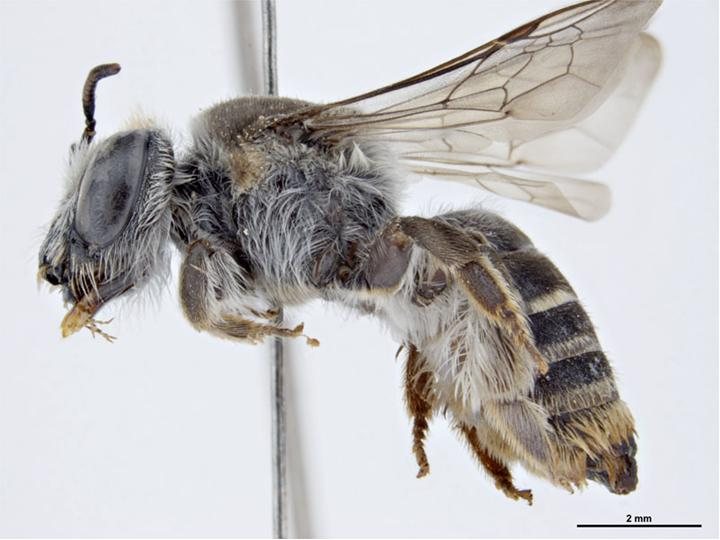
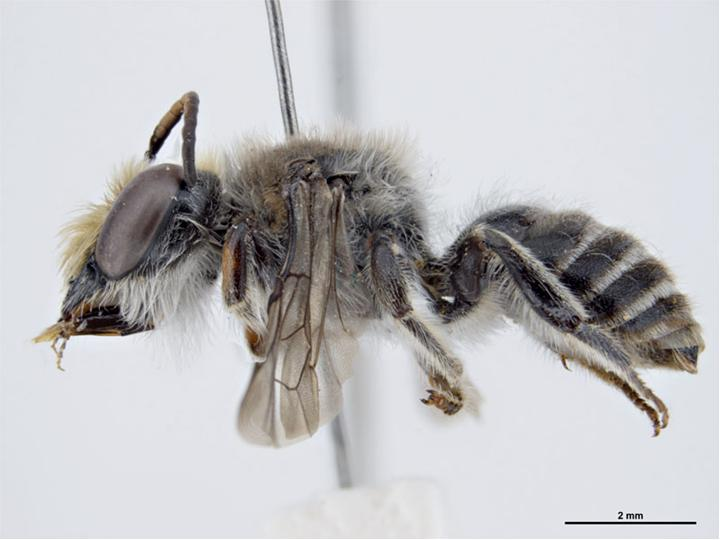